# Łukowe
Łukowe est une localité polonaise de la gmina de Zagórz, située dans le powiat de Sanok en voïvodie des Basses-Carpates.